# (17469) 1991 BT
(17469) 1991 BT là một tiểu hành tinh vành đai chính. Nó được phát hiện bởi Atsushi Sugie ở Dynic Astronomical Observatory Nhật Bản, ngày 19 tháng 1 năm 1991.